# Actinoptera mundella
Actinoptera mundella är en tvåvingeart som först beskrevs av Mario Bezzi 1924.  Actinoptera mundella ingår i släktet Actinoptera och familjen borrflugor. Inga underarter finns listade i Catalogue of Life.